# Lötschental
Le Lötschental est la plus grande vallée latérale du versant nord du canton du Valais en Suisse. Elle longe sur 27 kilomètres les sommets de la frontière entre le Valais et le canton de Berne. Le principal village en est Kippel avec 500 habitants. Les autres villages sont Fafleralp, Blatten, Wiler et Ferden. Dans la vallée coule la rivière Lonza, affluent du Rhône.

## Géographie

### Topographie

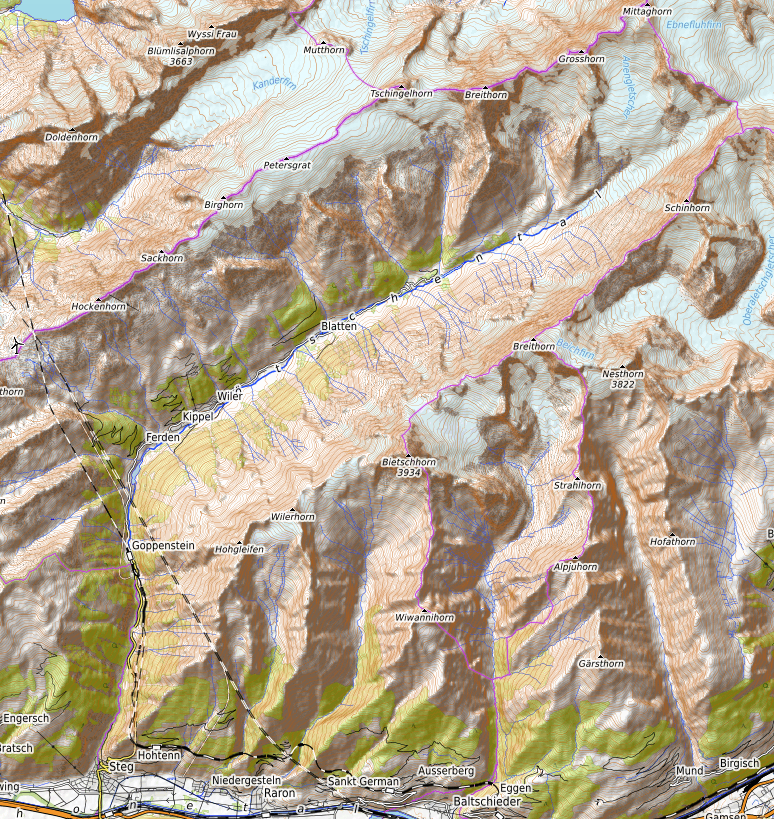
Carte topographique de la vallée.

D'une longueur de 27 kilomètres (depuis le Lötschenlücke jusqu'à Gampel) et couvrant une surface de 150 km2, le Lötschental se trouve au sud des Alpes bernoises. Dans toute la vallée coule la Lonza dont les eaux sont retenues artificiellement par un barrage à la hauteur de Ferden. Vers l’amont, la vallée donne accès, par le col du Lötschenlücke, au Grosser Aletschfirn (un des glaciers donnant naissance au glacier d'Aletsch) ; entre ces deux vallées on trouve du nord-ouest au sud-est (sens horaire) :
- le Mittaghorn (3 893 m d'altitude) 46° 29′ 53,63″ N, 7° 55′ 57,54″ E ;
- le Anujoch (3 630 m) 46° 29′ 24,14″ N, 7° 56′ 14,03″ E ;
- l'Anuchnubel (3 589 m) 46° 28′ 46,49″ N, 7° 56′ 57,98″ E ;
- le Lötschenlücke (3 145 m)[1] ; 46° 28′ 29,89″ N, 7° 57′ 49,03″ E ;
- le Sattelhorn (3 744 m) 46° 28′ 02,93″ N, 7° 57′ 51,84″ E.

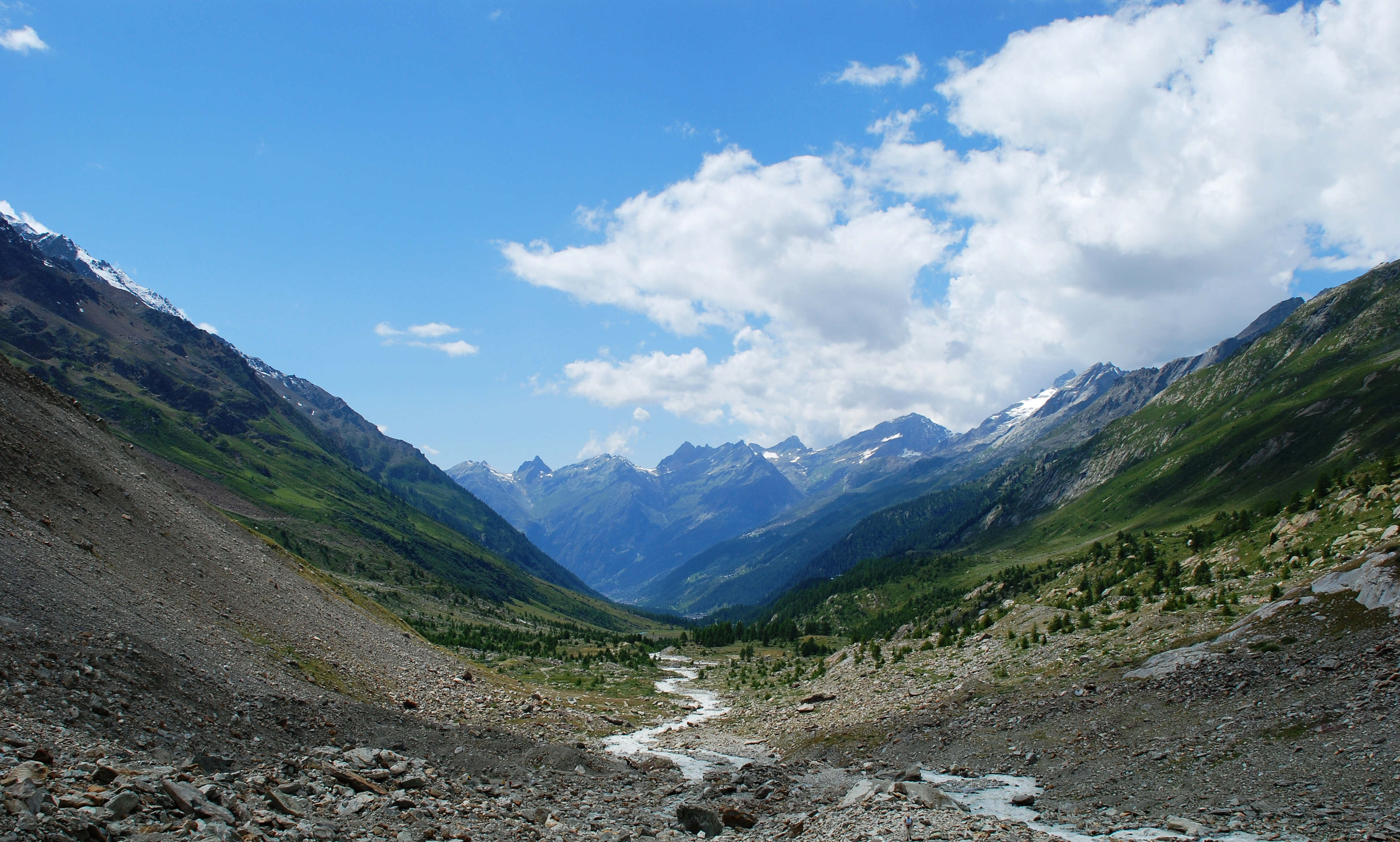
Le Lötschental avec sa vallée au profil asymétrique, vu depuis le Langgletscher en direction de l'aval.

La vallée peut être divisée en deux parties principales. La partie supérieure de la vallée suit l'axe nord-est - sud-ouest (amont vers aval) avec, dans l'ordre, les villages de Blatten, Wiler et Kippel. La partie inférieure se trouve de Ferden (1 375 m) à Gampel (634 m) et axée du nord vers le sud. Le village de Ferden — qui marque par un coude  la vallée — est situé en amont du portail sud du tunnel du Lötschberg à Goppenstein.
La partie supérieure de la vallée, sur sa rive droite est dans un premier temps mitoyenne à la vallée de la Lütschine (canton de Berne). De l'amont vers l'aval on distingue :
- le Mittaghorn (3 892 mètres d’altitude)  46° 29′ 53,63″ N, 7° 55′ 57,54″ E ;
- le Mittagjoch (3 648 mètres) 46° 29′ 30,08″ N, 7° 55′ 16,07″ E ;
- le Grossjoch (3 564 mètres) 46° 29′ 18,71″ N, 7° 54′ 47,38″ E ;
- le Grosshorn (3 754 mètres) 46° 29′ 11,76″ N, 7° 54′ 40,03″ E ;
- le Schmadrijoch (3 337 mètres) 46° 28′ 56,35″ N, 7° 53′ 47,15″ E ;
- le Zucherstock (3 386 mètres) 46° 28′ 59,99″ N, 7° 53′ 27,6″ E ;
- le Breithornjoch (3 340 mètres) 46° 28′ 56,64″ N, 7° 53′ 20,62″ E ;
- le Breithorn (3 780 mètres) 46° 28′ 42,46″ N, 7° 52′ 36,91″ E ;
- le Wetterlücke (3 174 mètres) 46° 28′ 39,79″ N, 7° 51′ 30,1″ E ;
- le Tschingelhorn (3 562 mètres) 46° 28′ 43,54″ N, 7° 50′ 53,92″ E ;
- le Kleines Tschingelhorn (3 495 mètres) 46° 28′ 40,19″ N, 7° 50′ 36,78″ E.

Le Kleines Tschingelhorn marque le passage entre la vallée de la Lütschine (coulant vers l'est, dans un premier temps) et la vallée de la Kander (coulant vers l'ouest, dans un premier temps). À partir du Kleines Tschingelhorn et vers le sud-ouest le Lötschental est séparé de la vallée de la Kander par :
- le Kleines Tschingelhorn (3 495 mètres d'altitude) 46° 28′ 40,19″ N, 7° 50′ 36,78″ E ;
- le Petersgrat, une petite chaîne composée de différents sommets :
  - 3 214 mètres 46° 28′ 26,87″ N, 7° 50′ 10,25″ E,
  - 3 206 mètres 46° 28′ 18,7″ N, 7° 49′ 49,22″ E,
  - 3 163 mètres 46° 28′ 09,19″ N, 7° 49′ 34,97″ E,
  - 3 202 mètres 46° 27′ 42,91″ N, 7° 48′ 32,33″ E ;
- le Rote Tätsch (3 165 mètres) 46° 27′ 31,54″ N, 7° 47′ 54,42″ E ;
- le Birgsattel (3 112 mètres) 46° 27′ 27,9″ N, 7° 47′ 49,96″ E ;
- le Birghorn (3 243 mètres) 46° 27′ 10,58″ N, 7° 47′ 20,83″ E ;
- le Tennbachlücke (3 116 mètres) 46° 26′ 34,87″ N, 7° 46′ 35,54″ E ;
- le Sackhorn (3 204 mètres) 46° 26′ 22,49″ N, 7° 46′ 00,7″ E ;
- le Märbiglücke (2 945 mètres) 46° 26′ 08,99″ N, 7° 45′ 38,95″ E ;
- le Hockenhorn (3 293 mètres) 46° 25′ 42,38″ N, 7° 44′ 38,98″ E ;
- le Kleinhockenhorn (3 163 mètres) 46° 25′ 32,48″ N, 7° 44′ 27,1″ E ;
- le Lötschberg 46° 25′ 06,92″ N, 7° 43′ 10,16″ E ;
- le Lötschepass (2 690 mètres) 46° 24′ 58,93″ N, 7° 43′ 00,23″ E ;
- le Ferdenrothorn (3 180 mètres) 46° 24′ 30,42″ N, 7° 42′ 26,5″ E.

Cette partie supérieure de la vallée est, sur sa rive gauche, accolée à quelques petites vallées alimentant le glacier d'Aletsch puis directement le Rhône, de l'amont vers l'aval on trouve :
- le Sattelhorn (3 745 mètres d'altitude) 46° 28′ 02,93″ N, 7° 57′ 51,84″ E ;
- le Sattellicka (3 375 mètres) 46° 27′ 56,34″ N, 7° 57′ 31,43″ E ;
- le Distlighorn (3 716 mètres) 46° 27′ 20,12″ N, 7° 56′ 56,4″ E ;
- le Schinhorn (3 797 mètres) 46° 27′ 05,51″ N, 7° 56′ 48,12″ E ;
- le Breichgrat, une petite chaîne composée de différents sommets :
  - 3 239 mètres 46° 26′ 30,62″ N, 7° 55′ 49,15″ E,
  - 3 294 mètres 46° 26′ 26,41″ N, 7° 55′ 44,44″ E,
  - 3 234 mètres 46° 26′ 14,68″ N, 7° 55′ 27,34″ E,
  - 3 168 mètres 46° 26′ 08,34″ N, 7° 55′ 11,6″ E ;
- le Breichpass (3 128 mètres) 46° 26′ 05,24″ N, 7° 55′ 07,57″ E ;
- le Breichspitza (3 208 mètres) 46° 25′ 55,7″ N, 7° 54′ 55,04″ E ;
- le Lonzahörner (3 547 mètres) 46° 25′ 28,49″ N, 7° 54′ 22,54″ E ;
- le Breithorn (3 785 mètres) 46° 25′ 08″ N, 7° 53′ 38,22″ E ;
- le Tyfelsgrat (3 624 mètres) 46° 24′ 53,39″ N, 7° 53′ 04,96″ E ;
- le Breitlauihorn (3 655 mètres) 46° 24′ 45,76″ N, 7° 52′ 52,61″ E ;
- le Älroe Rigg (3 381 mètres) 46° 24′ 18,36″ N, 7° 51′ 36,54″ E ;
- le Bietschhorn (3 934 mètres) 46° 23′ 29,58″ N, 7° 51′ 03,1″ E ;
- le Schafbärg (3 240 mètres) 46° 23′ 26,92″ N, 7° 49′ 46,81″ E ;
- le Bietschjoch (3 174 mètres) 46° 23′ 18,53″ N, 7° 49′ 32,41″ E ;
- le Schwarzhorn (3 114 mètres) 46° 23′ 04,38″ N, 7° 48′ 58,36″ E ;
- le Wilerhorn (3 307 mètres) 46° 22′ 43″ N, 7° 48′ 38,48″ E ;
- le Chastlerhorn (3 185 mètres) 46° 22′ 32,05″ N, 7° 47′ 45,67″ E ;
- le Chastlerjoch (3 127 mètres) 46° 22′ 27,66″ N, 7° 47′ 43,62″ E ;
- le Hogleifa (3 278 mètres) 46° 22′ 14,52″ N, 7° 47′ 36,85″ E.

Entre le Ferdenrothorn (rive droite) et le Hogleifa (rive gauche), la vallée oblique vers le sud pour entrer dans sa partie inférieure. Dans cette partie basse de la vallée, sur la rive droite, on trouve quelques sommets et cols séparant le Lötschental de vallées affluentes du Rhône :
- le Ferdenpass (2 824 mètres d'altitude) 46° 23′ 42,86″ N, 7° 41′ 43,94″ E ;
- le Majinghorn (3 053 mètres) 46° 23′ 28,28″ N, 7° 41′ 22,06″ E ;
- le Mauerhorn (2 944 mètres) 46° 23′ 13,24″ N, 7° 42′ 05,98″ E ;
- le Restipass (2 626 mètres) 46° 22′ 45,84″ N, 7° 42′ 23,4″ E ;
- le Loicherspitza (2 843 mètres) 46° 22′ 24,13″ N, 7° 42′ 18,14″ E.

Puis sur la rive gauche :
- le Strahlhorn (3 194 mètres d'altitude) 46° 22′ 02,6″ N, 7° 47′ 35,05″ E ;
- le Drillinge (3 161 mètres) 46° 21′ 53,32″ N, 7° 47′ 28,07″ E ;
- le Wannihorn (3 115 mètres) 46° 21′ 47,12″ N, 7° 47′ 30,01″ E ;
- le Christehorn (2 785 mètres) 46° 20′ 52,87″ N, 7° 47′ 05,17″ E.

### Géologie
Le Lötschental était entièrement couvert de glace durant le Pléistocène, et dans sa partie supérieure encore durant le petit âge glaciaire. Le profil particulier de la vallée, un « U » asymétrique, témoigne de l'ancienne présence du glacier et des différences géologiques entre les deux versants.
Le versant sud, très escarpé avec une pente de 40 degrés (proche de 100 %), comporte des cirques glaciaires. Des torrents s'écoulent du massif du Bietschhorn au milieu d'éboulis et de rigoles issues de l'érosion. Leurs eaux proviennent du Nestgletscher et du Birchgletscher (ou glacier de Birch), des glaciers accrochés au Bietschhorn. Lors de son recul durant l'Holocène, le glacier laissa derrière lui des sédiments qui s'accumulèrent en particulier dans la vallée supérieure. Ce phénomène eut pour conséquence d'accentuer l'érosion puisque la Lonza empruntait désormais un cours plus pentu.

## Histoire
Le « Talrat » (conseil de la vallée) coordonne les différents villages, qui n’ont pas jusqu’à présent souhaité fusionner.
Fin mai 2025, l’effondrement du glacier du Birch détruit une partie du village de Blatten et provoque l’obstruction du cours de la Lonza en fond de vallée.

## Infrastructure de transport suisse: le Lötschberg
La partie inférieure du Lötschental et le village de Goppenstein (1 216 mètres) servent de point d'accès au tunnel du Lötschberg qui relie à Kandersteg (canton de Berne) via le chemin de fer du Lötschberg, une ligne qui fut construite entre 1907 et 1913.

## Tourisme

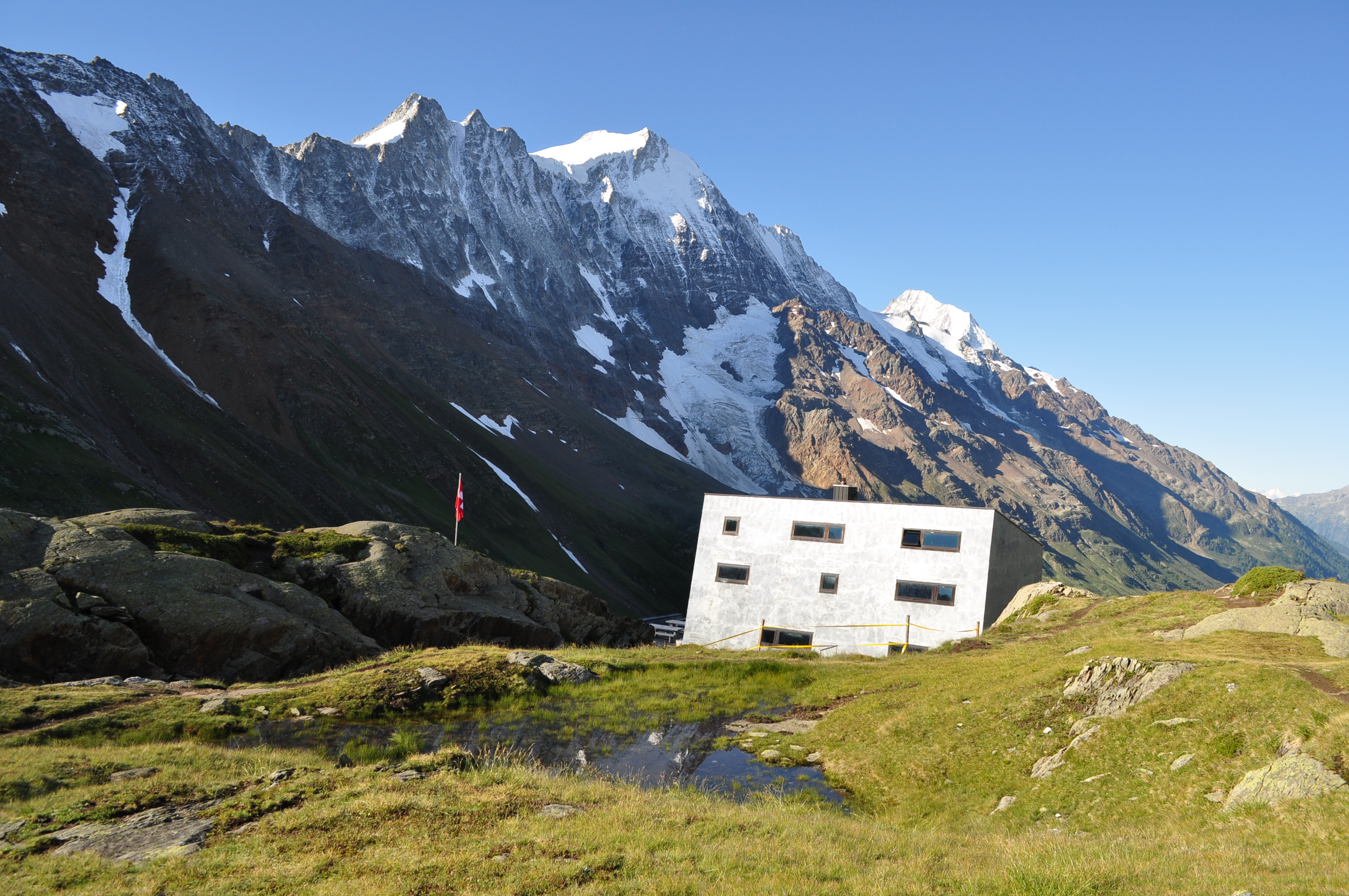
Vue de la cabane Anenhuette dans la partie amont du Lötschental, à 2358 m d'altitude.

Le Lötschental a su préserver un aspect sauvage : on y rencontre relativement peu de touristes par rapport aux autres régions valaisannes. Les principales activités touristiques sont le ski et les randonnées, avec quelques installations de remontées mécaniques (Wiler-Lauchernalp et Hockenhorngrat ouvert en novembre 2003). Les zones sud et est du Lötschental font partie de la région glaciaire de la Jungfrau-Aletsch-Bietschhorn qui a été déclarée patrimoine naturel mondial par l'UNESCO le 13 décembre 2001.

## Culture

### Tschäggättä

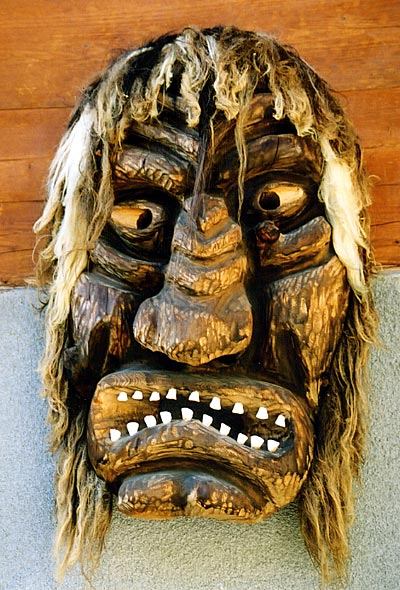
Masque en bois d'une Tschäggättä.

Le Lötschental est plus particulièrement connu pour ses Tschäggättä (nom féminin difficilement traduisible par « sorcière », « femme simple d'esprit » ou « être étonnant »), des personnages monstrueux que l'on voit dans les rues des villages de la vallée pendant le carnaval.

### Artistes
Albert Nyfeler (de) (1883-1969), peintre, photographe et collectionneur, originaire du canton de Berne, a vécu de nombreuses années à Kippel. Tout au long de sa vie, Albert Nyfeler a collecté des objets qui ont fourni des informations sur les habitants du Lötschental au cours des siècles antérieurs. Ses collections, archives photographiques et picturales, sont la base du musée de Kippel ouvert en 1982.
Maurice Chappaz s'est servi d'une partie des photographies d'Albert Nyfeler pour son livre Lötschental secret, les photographies historiques d'Albert Nyfeler, publié en 1975.

### Sources
- Carte topographique suisse